# إصطركية
الفصيلة الإصطركية أو إسطركيان (باللاتينية: Styracaceae)  فصيلة نباتية من رتبة الخلنجيات (باللاتينية: Ericales). تضم حوالي 15 جنسًا ينتمي إليها حوالي 200 نوع من الشجيرات الكبيرة والأشجار.

## معرض صور

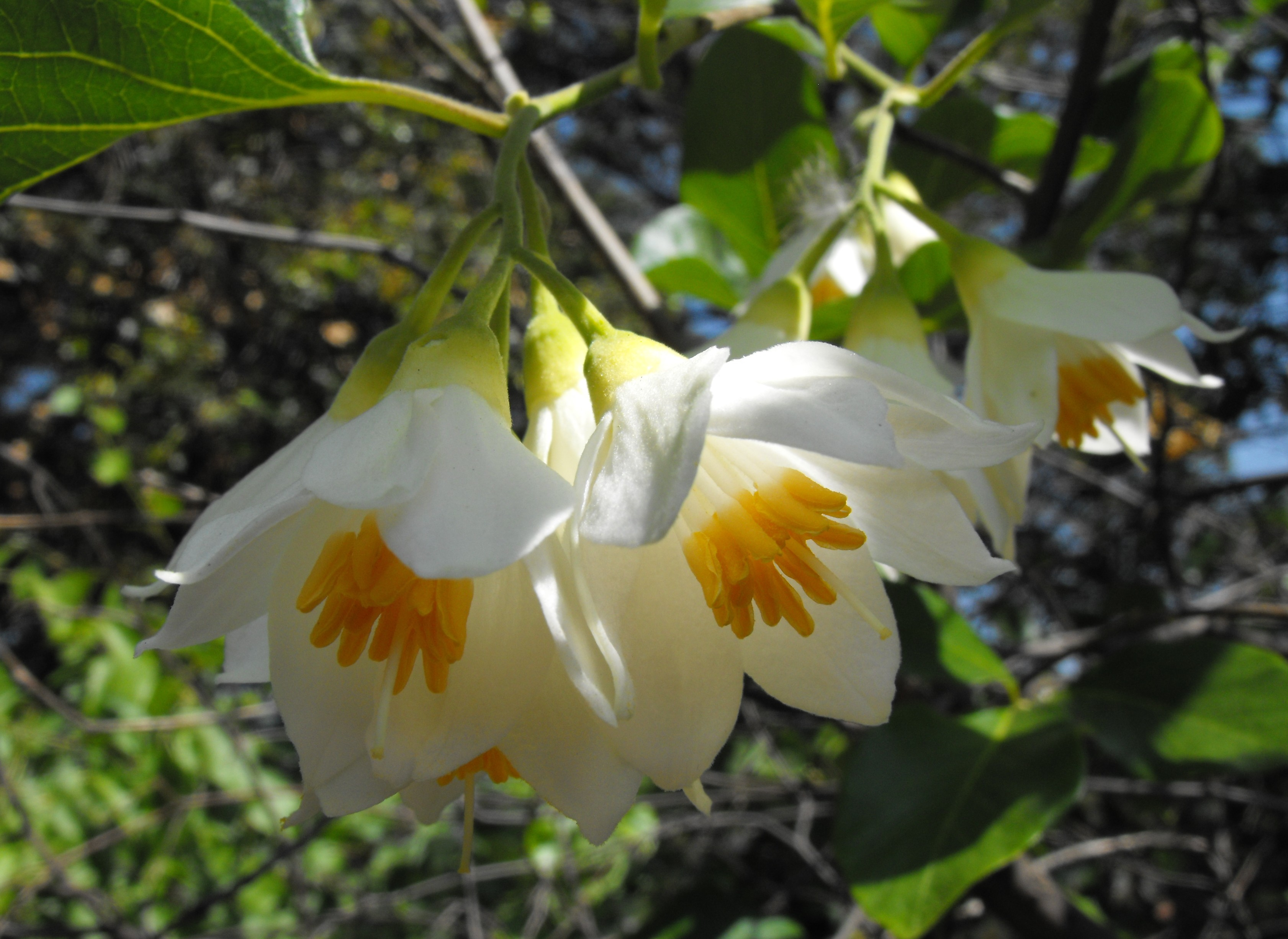
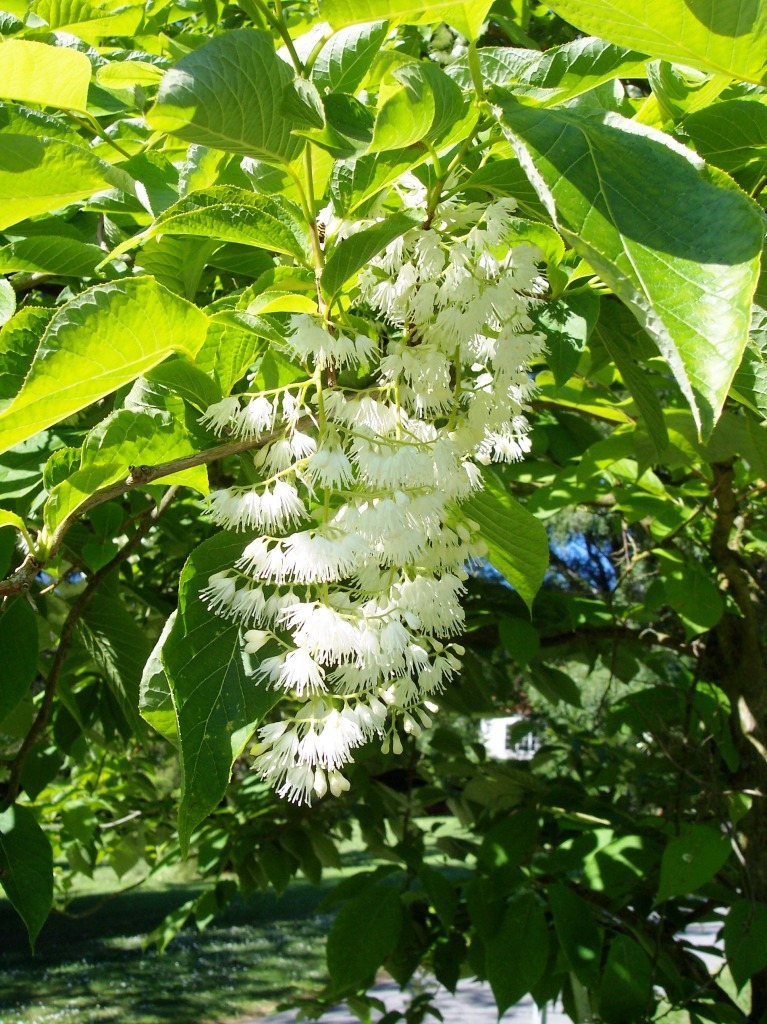
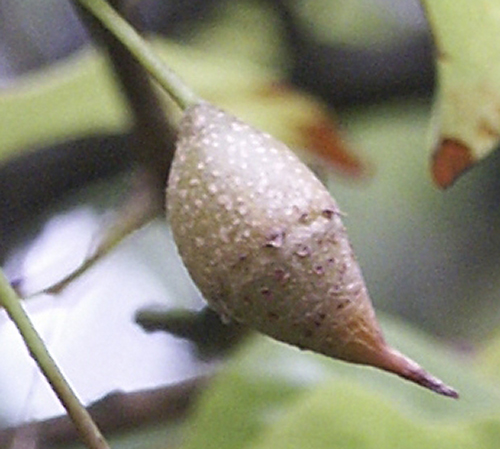
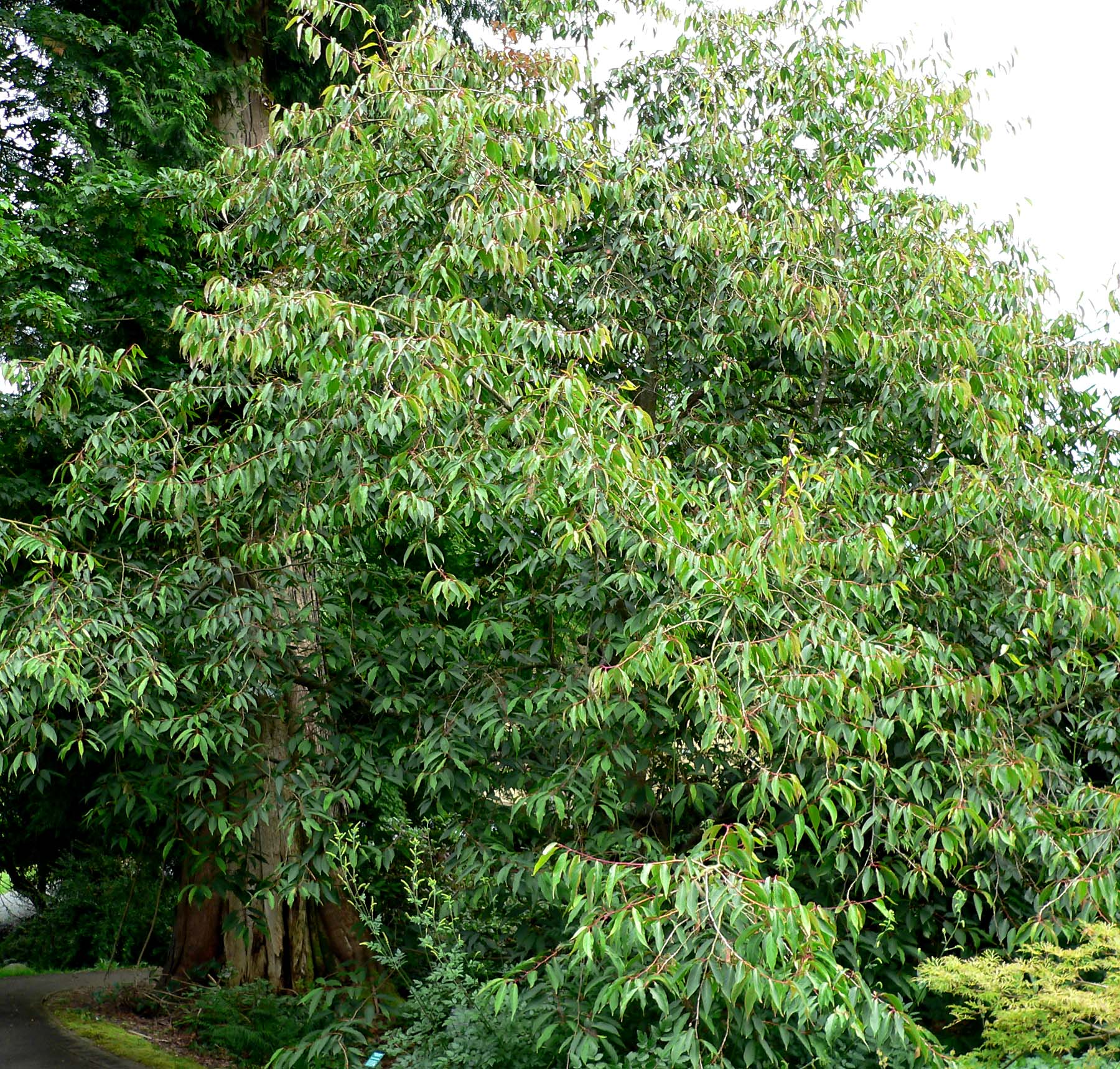

## من أجناسها
- الإصطرك
- الهاليزية (الاسم العلمي:Halesia)
- (الاسم العلمي:Alniphyllum)